# Gesangverein

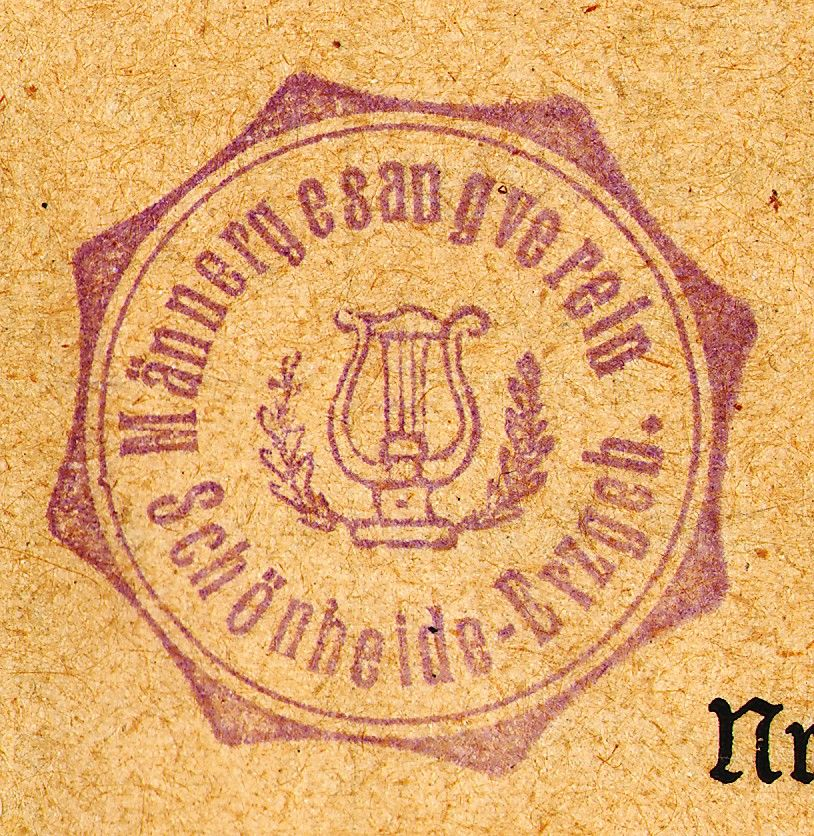
Ein Besitzstempel in einem Liederbuch mit Signet eines Gesangvereins. Etwa 1910/1920

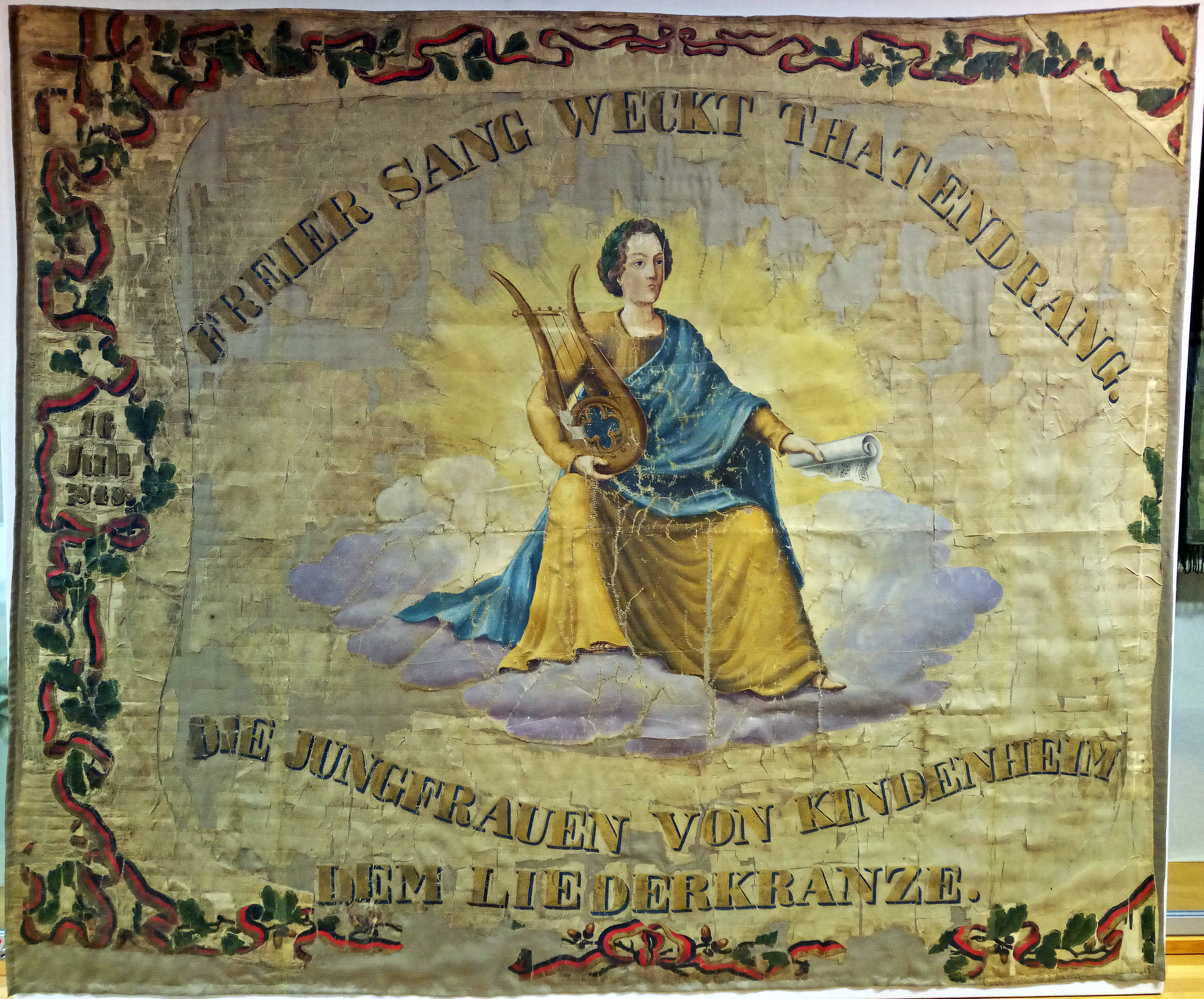
Fahne Gesangverein Kindenheim (Rheinland-Pfalz), um 1849, mit schwarz-rot-goldener Umrahmung

Ein Gesangverein ist ein Verein zur Pflege des Gesangs. Er unterhält dazu fast immer mindestens einen Chor. Sein Schwerpunkt liegt üblicherweise im nichtprofessionellen Bereich der säkularen Musik. Für den religiösen Bereich siehe Geistliches Lied und Kirchenchor.

## Geschichte der Gesangvereine
Im 19. Jahrhundert setzte eine Gründungswelle von Männergesangvereinen ein. Dazu trugen mehrere Faktoren bei. Zunächst begeisterte sich die Romantik für den unbegleiteten Liedvortrag und das Volkslied. Man suchte systematisch nach alten Liedern und zeichnete sie auf. Gleichzeitig entstanden neue Formen der Geselligkeit, unter anderem die Vereine. Neben politischen Vereinigungen wurden zahlreiche Turnvereine und Gesangvereine gegründet, die oft auch  politisch motiviert waren. In ihnen organisierte sich das aufstrebende und nach nationaler Einheit Deutschlands verlangende Bürgertum, vor allem auch im Gefolge der Revolution von 1848. Deshalb wurden viele Vereine von der Obrigkeit kritisch beobachtet. Wie bei den Turnfesten der Turnvereine wurden regionale und überregionale Sängerfeste veranstaltet, bei denen Hunderte oder Tausende von Sängern zusammenkamen, darunter das Allgemeine Deutsche Sängerfest 1847 in Lübeck. Die Gesangvereine organisierten sich in „Gauen“.
Besondere Impulse gingen von zwei Männern aus: Der Berliner Maurermeister, Musiker, Professor, Musikpädagoge, Dirigent und Direktor der Sing-Akademie zu Berlin Carl Friedrich Zelter (1758–1832) gründete 1809 die erste Berliner Liedertafel (Zeltersche Liedertafel). Hans Georg Nägeli (1773–1836) gründete 1810 in der Schweiz eine erste Männergesangvereinigung, die strukturell auf die 1755 gegründete Singgesellschaft Wetzikon zurückging, die als weltweit erster Gesangverein im heutigen Sinne gilt. Während Zelters Liedertafel einen exklusiven Kreis von gebildeten Persönlichkeiten der Berliner Gesellschaft darstellte, stand der Gesangverein von Nägeli ganz im Sinne der von Johann Heinrich Pestalozzi (1746–1827) propagierten Idee der Volksbildung grundsätzlich allen Interessenten offen. Beide Männer sind auch als Komponisten und Arrangeure hervorgetreten. Das klassische Lied für Männerchor wurde in einem vierstimmigen Satz für je zwei Tenorstimmen und zwei Bässe gesetzt.
Ende des 19. Jahrhunderts sammelten sich Anhänger der erstarkenden Sozialdemokratie in Arbeitergesangvereinen.
Bis zur Mitte des 20. Jahrhunderts erlebte die Sängerbewegung einen Höhepunkt. Allerdings ließ sie sich nach der Reichsgründung 1871 für patriotische Zwecke instrumentalisieren und ordnete sich auch in der Zeit des Nationalsozialismus ohne großen Widerstand den politischen Zielen der NSDAP unter.

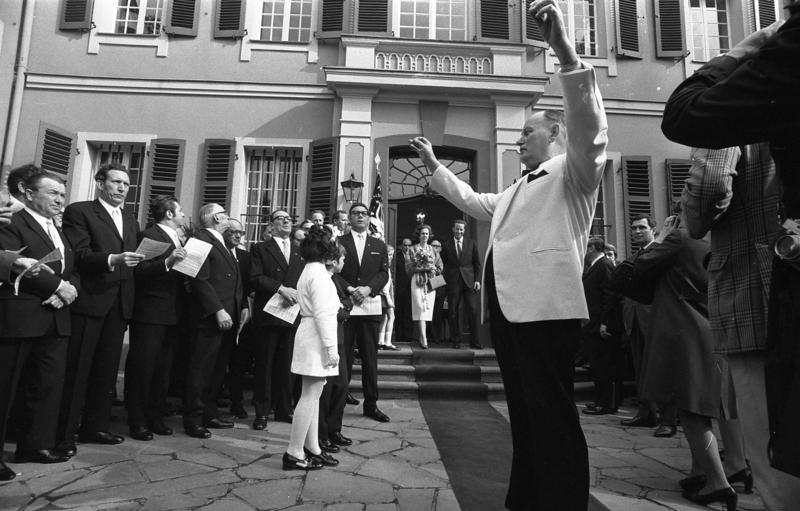
Bonn 1971: Ein Gesangverein singt für das belgische Königspaar

Zwischen 1950 und 1970 erlebten die Männerchöre eine neue Renaissance, da in der Zeit nach dem Zweiten Weltkrieg traditionelle Werte wie Familie und Heimat (vgl. Heimatfilm) wieder zählten. Mit der 68er-Bewegung geriet die Sängerbewegung jedoch in eine Krise, weil sie der kritisch eingestellten jüngeren Generation oftmals als konservativ, rückwärtsgerichtet und kitschig erschien. Dabei wurden die Volkslieder keineswegs insgesamt verachtet, sondern vor allem von Folksängern anders arrangiert und interpretiert (z. B. von der Gruppe Zupfgeigenhansel oder von Hannes Wader). Auch in der bekannten, ursprünglich der linken Szene entstammenden, Liederbuchreihe „Student für Europa“ (der Name hat sich umgangssprachlich erhalten, obwohl nur die ersten drei Bände bis 1981 vom Verein „Student für Europa – Student für Berlin e. V.“ herausgegeben wurden; die Liederbücher erscheinen nun in der kunter-bund-edition im Schott-Verlag), sind sehr viele Volkslieder enthalten, meist mit einer Interpretation bezüglich ihrer politischen oder emanzipatorischen Aussage.
In dem Zusammenschluss von Singgruppen Klingende Brücke werden europäische Lieder in ihren Originalsprachen gesungen.

## Heutige Situation
Dem teilweise dramatischen Schwund an Sängern suchten die Gesangvereine zunächst dadurch zu begegnen, dass sie auch Frauen aufnahmen und damit zu gemischten Chören wurden. Wegen Überalterung mussten jedoch zahlreiche Chöre aufgelöst werden. Seit den 1990er Jahren sind auch Bestrebungen zu beobachten, durch ein international ausgerichtetes Repertoire und moderne Popmusik junge Leute anzusprechen. Im Zeitalter leicht konsumierbarer Massenmusik, in der die Tradition des anspruchsvollen Chorgesangs weitgehend abgebrochen ist, gestalten sich diese Bemühungen problematisch. Hinzu kommen Faktoren, die auch sonstige Vereine betreffen, etwa dass es heute ein breites Freizeitangebot gibt, mit dem die Chöre konkurrieren müssen. Auch führt die größere Mobilität (junge Menschen verlassen ihren Geburtsort häufig für Berufsausbildung oder Studium und kehren nicht unbedingt wieder zurück) dazu, dass die mitunter in einer Familie über mehrere Generationen schon traditionelle Mitgliedschaft in einem Chor abbricht. 
Es zeigt sich jedoch, dass auch junge Menschen ihre Freude am Gesang finden und junge Chorgruppen gründen, die meist mit viel Enthusiasmus gute Erfolge erzielen, weil sie sich mit modernem, schwungvollem, internationalem Liedgut beschäftigen. Langjährig bestehende Gesangvereine sind teilweise diesem Liedgut nicht aufgeschlossen und finden kaum Zulauf, wodurch eine Auflösung des Chores unabwendbar erscheint.
Es sei jedoch angemerkt, dass reine Frauenchöre sowie gemischte Chöre (mit teilweise großem Frauenanteil) eindeutig die Mehrheit gegenüber reinen Männerchören aufweisen.